# Victor Fournel
François-Victor Fournel, född den 8 februari 1829 i Cheppy, död den 7 juli 1894 i Tessé-la-Madeleine, var en fransk skriftställare.
Fournel skrev bland annat: Ce qu'on voit dans les rues de Paris (1858), Du rôle des coups de bâton dans les relations sociales et en particulier dans l'histoire littéraire (samma år), Curiosités théâtrales anciennes et modernes, françaises et étrangéres (1859), La littérature indépendante (1863), Le Danemark en 1867 (1868), Paris et ses ruines en Mai 1871 (1874) och Les rues de vieux Paris (1879).